# USO Mondeville
USO Mondeville, voluit de Union Sportive Ouvrière de Mondeville, is een Franse damesbasketbalclub uit Mondeville, een voorstad van Caen. Het eerste team van de club treedt aan in de Franse Ligue féminine de basket. De club won de Coupe de France in 1999. Igor Groedin was van 1998 tot 2002 trainer van het team.

## Erelijst
- Coupe de France (2):

1999
2004, 2011 (Runner-up)

## Bekende speelsters
- Marjorie Carpréaux (2009-2010)
- Anete Jēkabsone-Žogota (2002-2004)
- Tatjana Sjtsjegoleva (2002-2003)
- Julie Vanloo (2013-2015)
- Heleen Nauwelaers (2017-)
- Ivanka Matić (2005-2006)